# グリプトドン
グリプトドン（Glyptodon）とは、新生代第四紀更新世に南アメリカ大陸で最も繁栄した異節上目（かつての貧歯目）被甲目の1属。現生アルマジロのいくつかの種を含むChlamyphoridae科に含まれる。
学名の意味は「彫刻された歯」で、和名も「彫歯獣（ちょうしじゅう）」と言う。多くの学名に用いられる「ドン（δων）」は歯を意味するギリシャ語である。
2015年、アルゼンチンのカルロススペガスシニで甲羅の化石が見つかった。

## 進化
グリプトドンの系統は早くも始新世に出現し、新生代を通じて生存した。初期のものは小型で、中新世のものでも全長1mから1.5m程度であったが、更新世に入ると巨大となり、3m以上の種も現われた。一般にグリプトドンとして知られるものはいずれも更新世の産である。一部は北アメリカの南部にも分布を広げた。

## 特徴

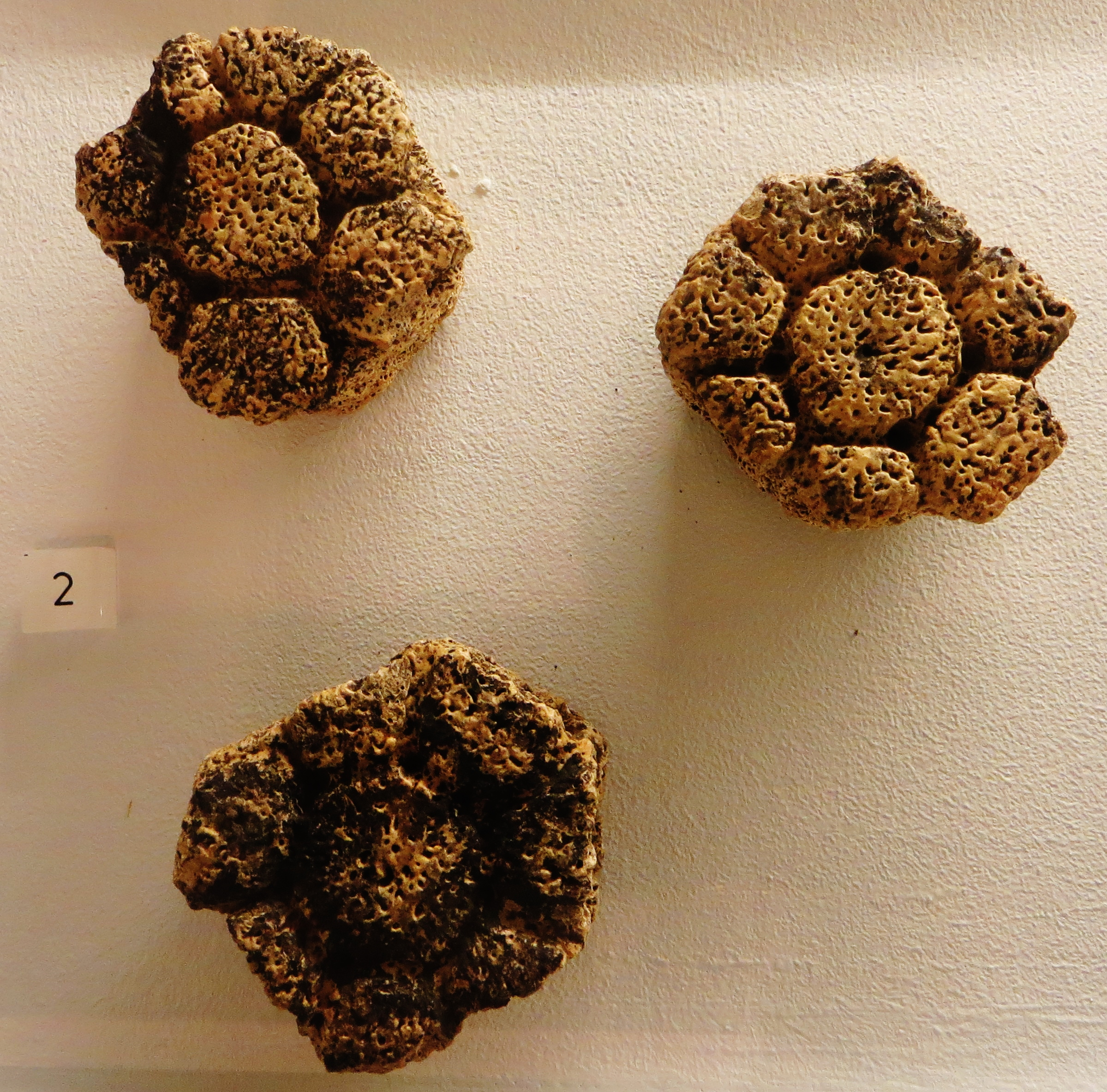
グリプトドン甲の骨皮

全長は約3mと巨大で、背中には小さな骨の板が集まってできた甲羅のようなドーム状の装甲板を背負っていた。この装甲板にカメのように手足を引っ込めて身を守ったとみられている。初期のものは装甲板の骨の結合がゆるく、体をアルマジロのように丸めて防衛の体勢を取れたが、後期のものは装甲板の可動性が失われ、丸くなることはできなかった。尾の部分もリング状の骨製装甲板で覆われていた。歯は生涯を通じて伸び続けたと考えられている。

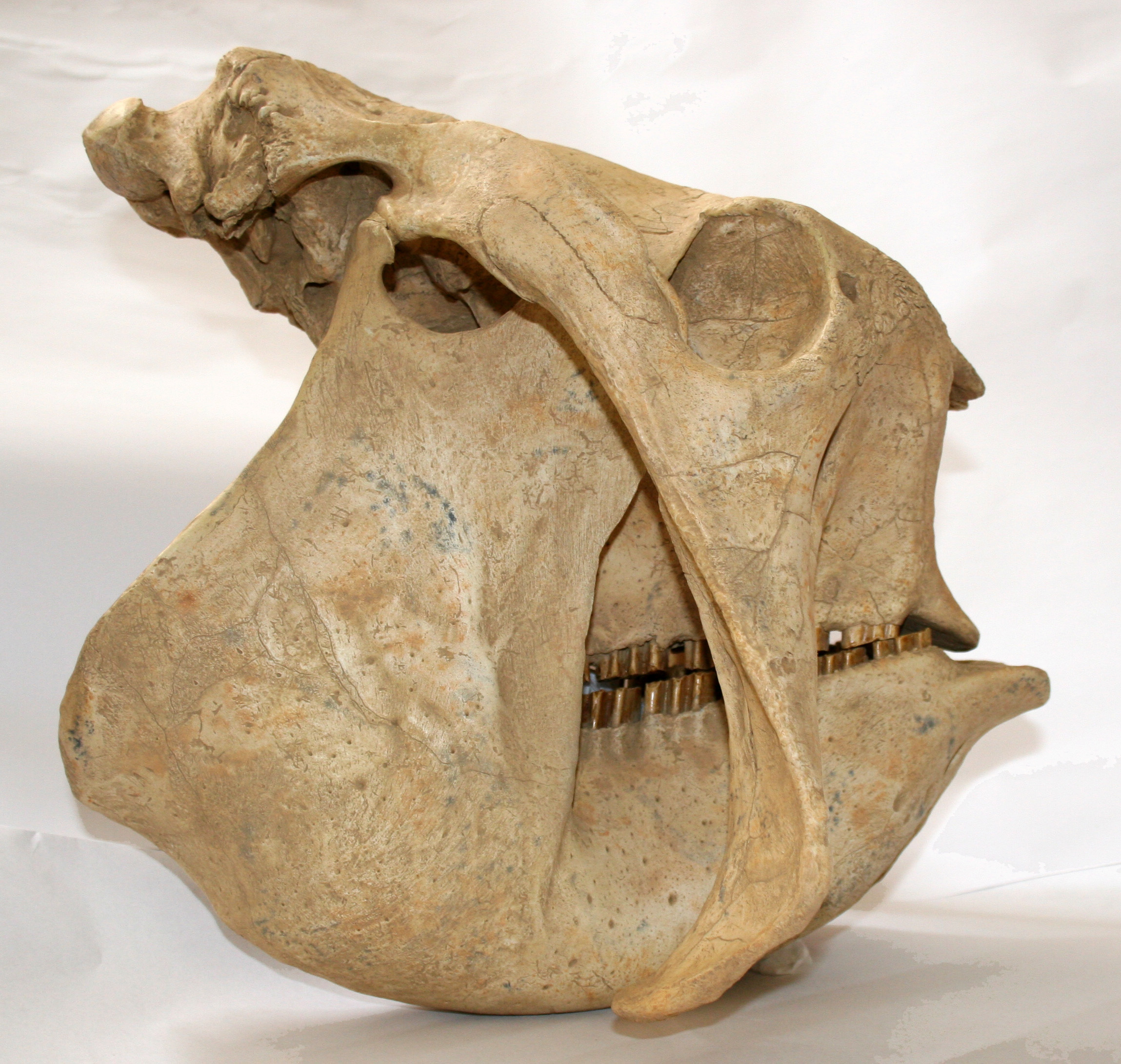
頭蓋骨

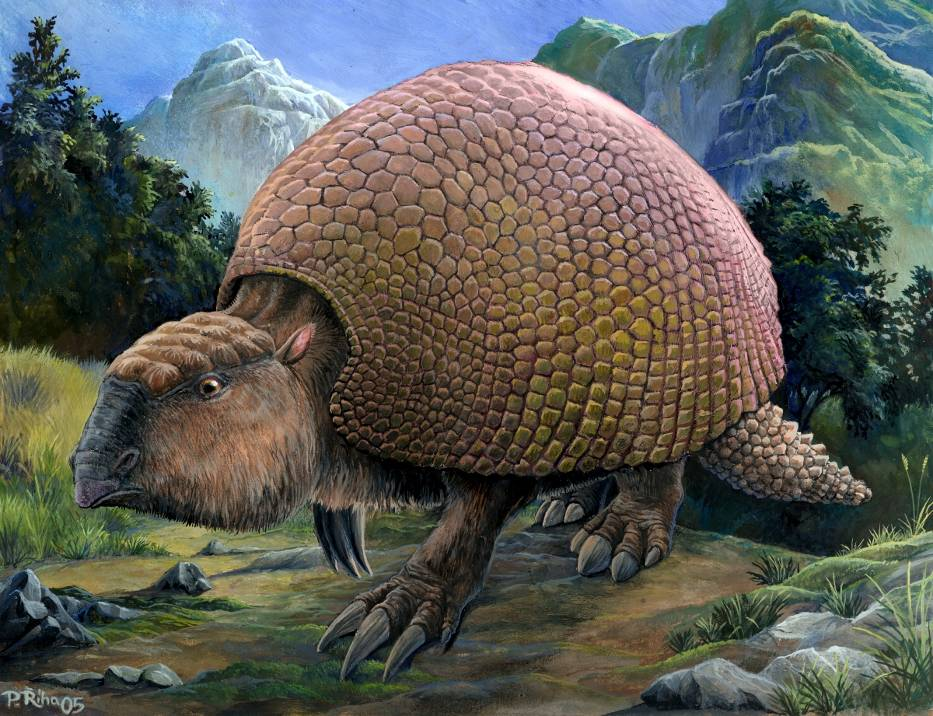
想像図

同科に属するドエディクルスは全長4mと更に大きく、グリプトドンに比べて長い尾の先端には、中世の武器であるモーニングスターを思わせるトゲ付きの骨塊を持つ。捕食者に対してはこれを使って積極的な防衛手段をとっていたと考えられている。

## 絶滅の原因

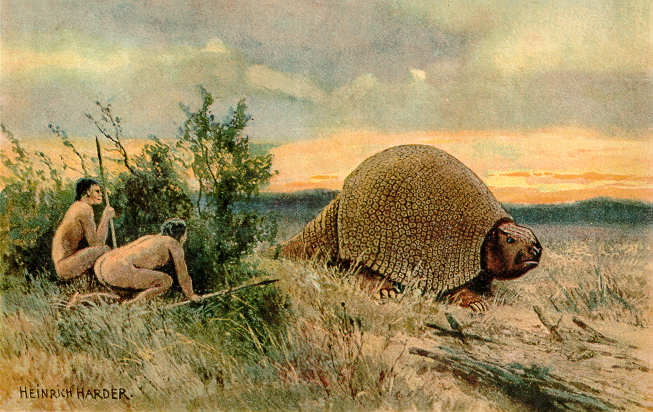
グリプトドンを狩ろうとしている当時の人間を描いた絵

背中の硬い甲羅を戦士の盾にするために人間に狩られたのが原因とする説が有力だが諸説あり、はっきりとはしていない。